# Нидымский сельсовет
Нидымский сельсовет — административно-территориальная единица, выделявшаяся в составе Илимпийского района Эвенкийского автономного округа Красноярского края.

## История
- «... С 1934 года Эвенкийский национальный округ являлся составной частью Красноярского края и состоял из трёх районов: Илимпийского, Байкитского и Тунгусско-Чунского и 17 сельских советов: Нидымский, Учамский, Тутончанский, Ногинский, Кислоканский, Экондинский, Чириндинский, Ессейский, Ванаварский, Стрелковский, Чемдальский, Муторайский, Байкитский, Куюмбинский, Ошаровский, Полигусовский, Суломайский»;
- «Решением исполкома Эвенкийского окружного Совета депутатов трудящихся от 28.05.1951 года Вивинский сельсовет переведён в Нидым, и на базе Нидымского населённого пункта образован Нидымский сельский Совет в составе Илимпийского района. Основные функции и задачи сельсовета депутатов трудящихся определены Положением о сельских Советах, утвержденным Указом Президиума Верховного Совета РСФСР от 12 сентября 1957 года»[4].

16 января 1992 года сельсовет был упразднён и была образована администрация посёлка Нидым.
Законом Эвенкийского автономного округа от 07.10.1997 № 63 вместо упразднённого Нидымского сельсовета была утверждена территориальная единица сельское поселение село (с 2002 года посёлок) Нидым.
В 2010 году были приняты Закон об административно-территориальном устройстве и реестр административно-территориальных единиц и территориальных единиц Красноярского края, согласно которым посёлок Нидым непосредственно вошёл в состав Эвенкийского района как административно-территориальной единицы с особым статусом.
Сельсовет выделялся как единица статистического подсчёта до 2002 года.
В ОКАТО сельсовет как объект административно-территориального устройства выделялся до 2011 года.

## Состав
| № | Населённый пункт | Тип населённого пункта          | Население |
| - | ---------------- | ------------------------------- | --------- |
| 1 | Нидым            | посёлок, административный центр | ↘141      |

В Нидымский сельсовет в различное время также входили следующие населённые пункты:
- Виви;
- Бабкино;
- оленеводческие бригады № 1, № 2, № 3, № 4, № 5;
- оленеводческая база «Ямбукан»;
- база партии Гончак;
- база партии Шпат;
- Разлом;
- метеостанция метеостанция;
- бригады охотников — приток реки Виви, река Уксили (приток реки Виви), река Хуги (приток реки Виви);
- стоянка пенсионера Чапогир Т. Ф. по реке Дегигли.